# Burg Neuweiler
Die Burg Neuweiler stand im Ahrtal etwa 250 Meter unterhalb der Burg Dollendorf in der Gemeinde Blankenheim, Kreis Euskirchen in Nordrhein-Westfalen.

## Geschichte
Die in historischen Quellen nur vereinzelt erwähnte Anlage datierte Wackenroder im Jahr 1932 als aus der Zeit der Merowinger stammend. Er begründete dies mit dem auf –weiler endenden Namen. Die durch Wegener dokumentierte Befundaufnahme aus 1998 konnte hierfür jedoch keine Bestätigung liefern. Vielmehr handelt es sich um eine frühmittelalterliche Burganlage, die erstmals 1077 benannt wird. Weitere Nachweise als Nuwilre rühren aus den Jahren 1168 und 1190, mit der Nennung eines Ulrich von Neuweiler. Gegen Ende des 12. Jahrhunderts endete mit dem Erstarken der Herren von Dollendorf der Ausbau dieser Talanlage. Wegener schließt nicht aus, dass zur Sicherung der Handelsstraße und der flussabwärts liegende Ahrhütte noch eine weitere Nutzung als Wehrturm bestand. Eine letzte Erwähnung datiert aus dem Jahr 1534.

## Beschreibung
Der die Höhenburg bei 385 m ü. NHN aufnehmende Bergrücken liegt am Zusammenfluss der Ahr mit dem von rechts zufließenden Lampertsbach. Die Anlage erstreckt sich dabei auf einer Länge von 120 m, bei einer Breite von etwa 75 m. Im Nordwesten und Südosten finden sich zwei Halsgräben zur Sicherung vor, die den zentralen Burghügel von 75 m mal 40 m definieren, der 26 m über der Ahr liegt. Im Zuge des Bahnbaues der 1913 eröffneten oberen Ahrtalbahn von Ahrdorf nach Blankenheim-Wald wurde der Bergsporn durchschnitten.

## Heutiger Zustand
Nach den Untersuchungen aus 1998 sind an mehreren Stellen noch Fundamentreste unterschiedlicher Ausdehnung feststellbar, darunter zu einem rechteckigen Gebäude von 15 m mal 7,50 m Ausdehnung. Anzeichen für einen größeren Burgturm waren nicht erkennbar, doch ließen sich sechs Bereiche definieren, an denen Gebäude bestanden. Für eine Vorburg fanden sich keine Hinweise.